# Bischofsburg (Bützow)
Die  Bischofsburg  (auch: Schlossinsel) in Bützow im Landkreis Rostock in Mecklenburg wurde als Bischofsresidenz des Bistums Schwerin errichtet. Von der mittelalterlichen Niederungsburganlage sind nur noch Reste erhalten, darunter der bischöfliche Palas mit seiner gotischen, kreuzrippengewölbten Hauskapelle aus dem 13. Jahrhundert sowie das Wirtschaftsgebäude und der Pferdestall aus dem 15. Jahrhundert.

## Geographische Lage
Die Burg liegt auf einer aus dem Tiefland ragender Insel. Im Norden liegt der heutige Bützower See (auch: Großer See, Warnow Flusse oder Bützow’sche See) mit sumpfigen Randwiesen. Im Osten, Süden und Westen wurde die Insel durch einen Warnowarm (Ausfallwasser) mit Burgsee und einem Grabensystem, das durch das Wasser der Warnow gespeist wurde, gebildet.

## Vorgeschichte

### Slawische Fürstenburg am Hopfenwall
Die erste urkundliche Erwähnung des Landes (Terra Butissowe) erfolgte 1171. Dabei war auch von einer Burganlage (castrum Butissowe) auf einer Halbinsel (Hopfenwall) am Südufer des Bützower Sees die Rede. Es handelte sich um eine slawische Fürstenburg. Pribislaw, Sohn Niklots der von Sachsenherzog Heinrich dem Löwen wieder eingesetzt in die mecklenburgische Herrschaft, schenkte am 9. September 1171 dem Bistum Schwerin das Land Bützow mit der großen Hauptburg. Damit wurde das Land Bützow, ein ausgedehntes Gebiet zwischen den Städten Warin und Bützow, bischöfliches Tafelgut und die alte fürstliche Wallburg am Hopfenwall diente ab 1180 unter den Bischöfen Berno, Brunward, Hermann und Friedrich I. als bischöfliche Residenz. Ab 1239 diente unter den Bischöfen Dietrich, Wilhelm und Rudolph I. die Wallburg als Hauptresidenz des Bistums Schwerin. Die Burganlage wurde um 1252 unter Rudolph I. aufgegeben und verlegt.

### Erscheinungsbild der Fürstenburg

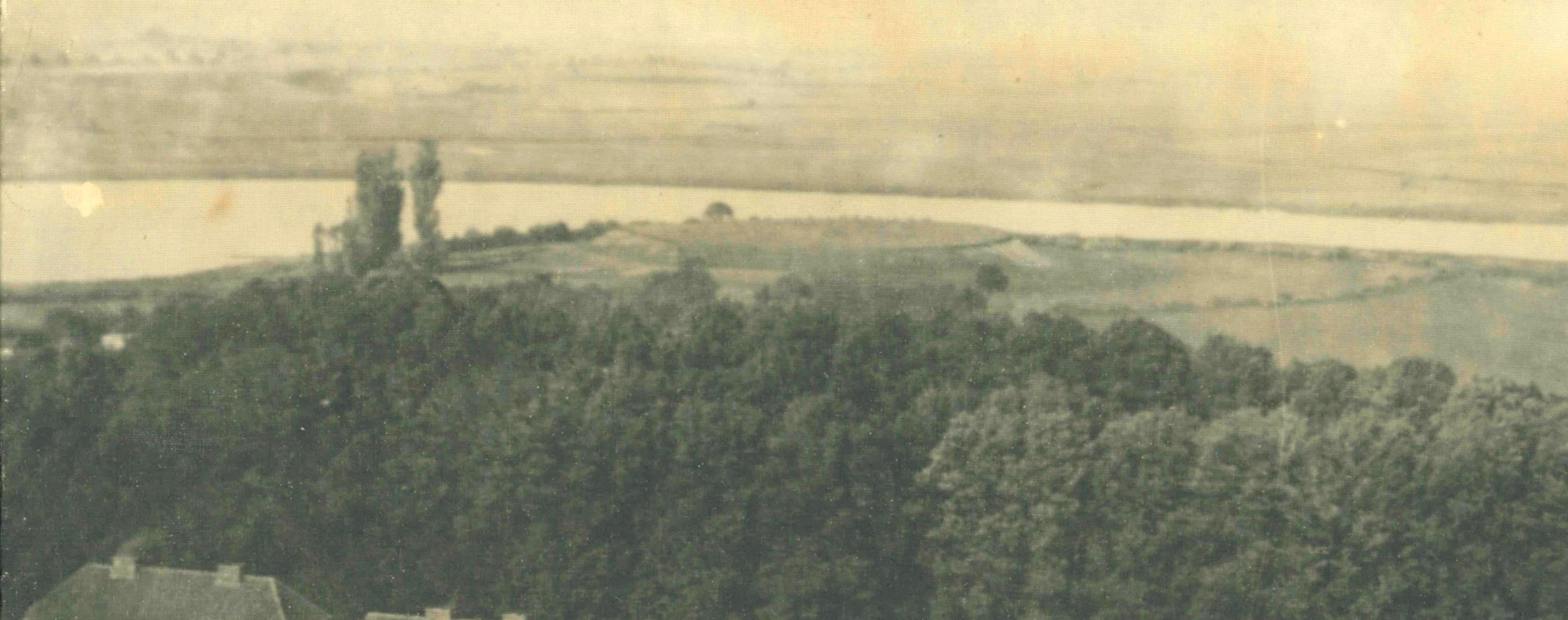
Blick von der Stiftskirche
(Burgwall am Hopfenwall um 1890)

Es handelte sich um einen etwa 5 m hohen Burgwall in Halbinsellage, der einen kreisrunden Durchmesser von 60 bis 65 m erreichte. Die slawische Burg lag in Seerandlage oder stellte eine ufernahe Inselburg dar. Vermutlich geht diese Burg schon auf die mittelslawische Zeit des 10. Jahrhunderts zurück und war ein Sitz einer lokalen Herrschaft im Stammesgebiet der Warnower. Oberflächenfunde vom Burgareal erbrachten überwiegend spätslawische und frühdeutsche Keramikscherben. Zu den weiteren Funden gehörten Spinnwirtel, Ziegelschutt, Henkeltopf mit Reliefkreuz und Reste eines Knochenkammes.

## Geschichte

### 13. bis 14. Jahrhundert
Ab 1249 bestieg Rudolph I. den Schweriner Bischofsstuhl. Dieser ließ sogleich die Stadt Bützow mit einer Wallanlage befestigen und um 1252 eine neue Burganlage mit festem Schloss an der Stadt errichten. Bald kam es zu Streitigkeiten mit Pribislaw I., einmal über die zehnprozentige Steuer aber als Hauptgrund der Versuch Rudolfs, in Bützow eine Burg in unmittelbarer Grenzlage zu errichten. Pribislaw I. als Landesherr sah sich durch diese Burg direkt bedroht. Er ließ die Burg niederbrennen und sperrte Rudolf in Richenberg ins Verlies. Bischof Rudolf starb am 18. November 1262 und sein Nachfolger wurde Bischof Hermann I. von Schladen. Dieser erweiterte zu Beginn seiner Regierungszeit 1263 in Form eines Walls die Bischofsburg mit eigener Kirche und einige kleinere Gebäude. Um 1307 wird ein bischöflicher Baumgarten erwähnt. Burg und Stadt teilten allerdings das Geschick der gelegentlichen Verpfändung, besonders an die Familie von Bülow.

### 15. und 16. Jahrhundert
In der Amtszeit des Bischofs Nikolaus I. Böddeker wurde die Burg erweitert und in einen guten Zustand versetzt. Nach der Reformation und der Säkularisierung kirchlichen Eigentums ging der Bischofssitz und das Stiftsland Bützow in herzoglichen Besitz über. Im Jahr 1555 ließ Herzog Ulrich von Mecklenburg, der Administrator des Bistums Schwerin, den bischöflichen Palast durch den Hofbaumeister Franziskus Pahr in ein Renaissanceschloss umgestalten. Ab 1556 nutzte er dieses als Nebenresidenz. Aus dieser Zeit stammt der südöstliche Anbau mit Geschoßtrennenden Gesimse, zwei Sandsteinwappen mit den Jahreszahlen 1556 (Herzog Ulrich) und 1661 (Herzog Christian) in Höhe des zweiten Obergeschosses sowie ein darüber befindlicher, durch Pilaster untergliederter Terrakottafries mit Bildnismedaillons und stilisierten Wappentieren. Es wird angenommen, dass die Terrakotten aus der Werkstatt des Statius von Düren stammen. Er produzierte auch für den Schweriner Schlossbau.

### Anlage im 15. und 16. Jahrhundert
Die am Rande des ehemaligen Burgplatzes errichteten Gebäude bildeten einen Burgring, der den Hof umschloss. Die Anlage verfügte über ein im Westen gelegenes Haupttor, das von einem zweigeschossigen Torhaus überragt wurde, welches den so genannten Bischofsaal beherbergte. An dieses schloss sich eine Brücke über den Wehrgraben sowie eine Schanze an, die den alten Handelsweg nach Wismar und Lübeck sicherte.
Nach Norden hin reihte sich der dreigeschossige bischöfliche Palas mit einer Hauskapelle an, gefolgt von der Burgmauer, die sich in runder Form mit einem mittig liegenden Schalenturm fortsetzte. Im Osten verlief der Burgring, der ein doppeltes Stadttor und dazwischen liegende Gerichtsbrücke umfasste. Es folgte der quadratische Böddeker’sche Turm, der als Gefängnis diente und mit einer Schlagglocke sowie einer Uhrscheibe ausgestattet war. An diesem Turm fand sich die Inschrift:

„MCCCCXLVII reuerendus pater dominus Nicolaus episcopus suerinensis hanc turrim construxit.“

„Im Jahr 1447 baute der ehrwürdige Pater Nikolaus, Bischof von Schwerin, diesen Turm.“

Darüber hinaus erstreckten sich das Wirtschaftsgebäude und der Pferdestall, sowie ein Giebelhaus, die Burgmauer, eine Küche und ein Brauhaus, das in halbrunder Form angelegt war. Den Abschluss bildete der Bergfried, der sich an das westliche Torhaus anschloss.

### 17. bis 19. Jahrhundert
Im 17. Jahrhundert ist ein ausgedehnter Lustgarten nachweisbar. Nach dem Tod des Herzog Friedrich Wilhelm nahm die Herzogin Sophie Charlotte mit ihrem reformierten Hofstaat ihren Witwensitz im Schloss Bützow.
Am Beginn und in der Mitte des 18. Jahrhunderts sind viele alte Gebäude und Türme der Burg abgebrochen worden. Herzog Friedrich der Frommen ließ das östliche Wirtschaftsgebäude 1769 zu einer öffentlichen Saalbibliothek umbauen, diese wurde die erste öffentliche Bibliothek Mecklenburgs. Im weiteren 18. Jahrhundert entstand ein Streit zwischen dem Rostocker Magistrat und dem Herzog Friedrich, dies hatte zur Folge, dass 1760 ein Teil der Landesuniversität nach Bützow verlegt wurde und es entstand die fürstliche Friedrichs-Universität Bützow. Auch das im gleichen Jahr vom Herzog gestiftete Pädagogium fand seine Unterkunft bis 1780 in der bischöflichen Burg. Von 1812 bis 1879 hatte das Criminal-Collegium Bützow seinen Sitz in dem Gebäude.

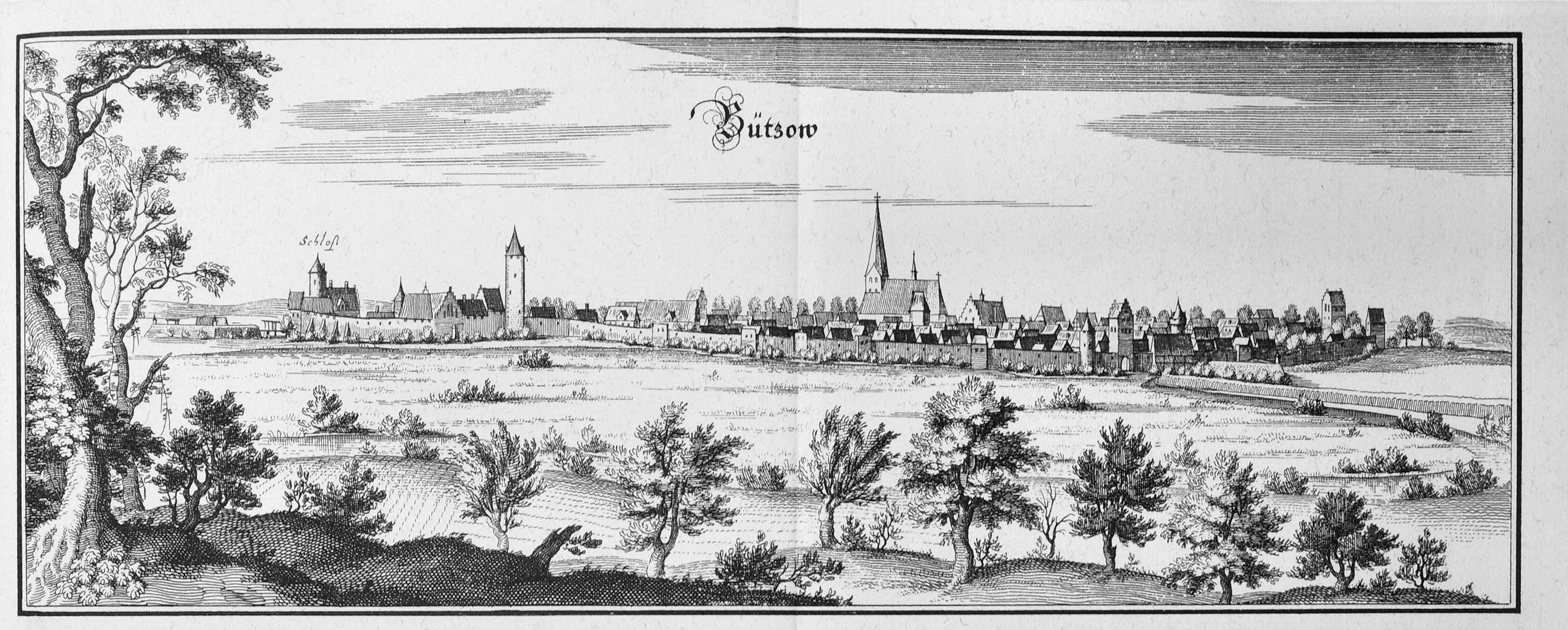
Kupferstich um 1653 (Matthäus Merian)
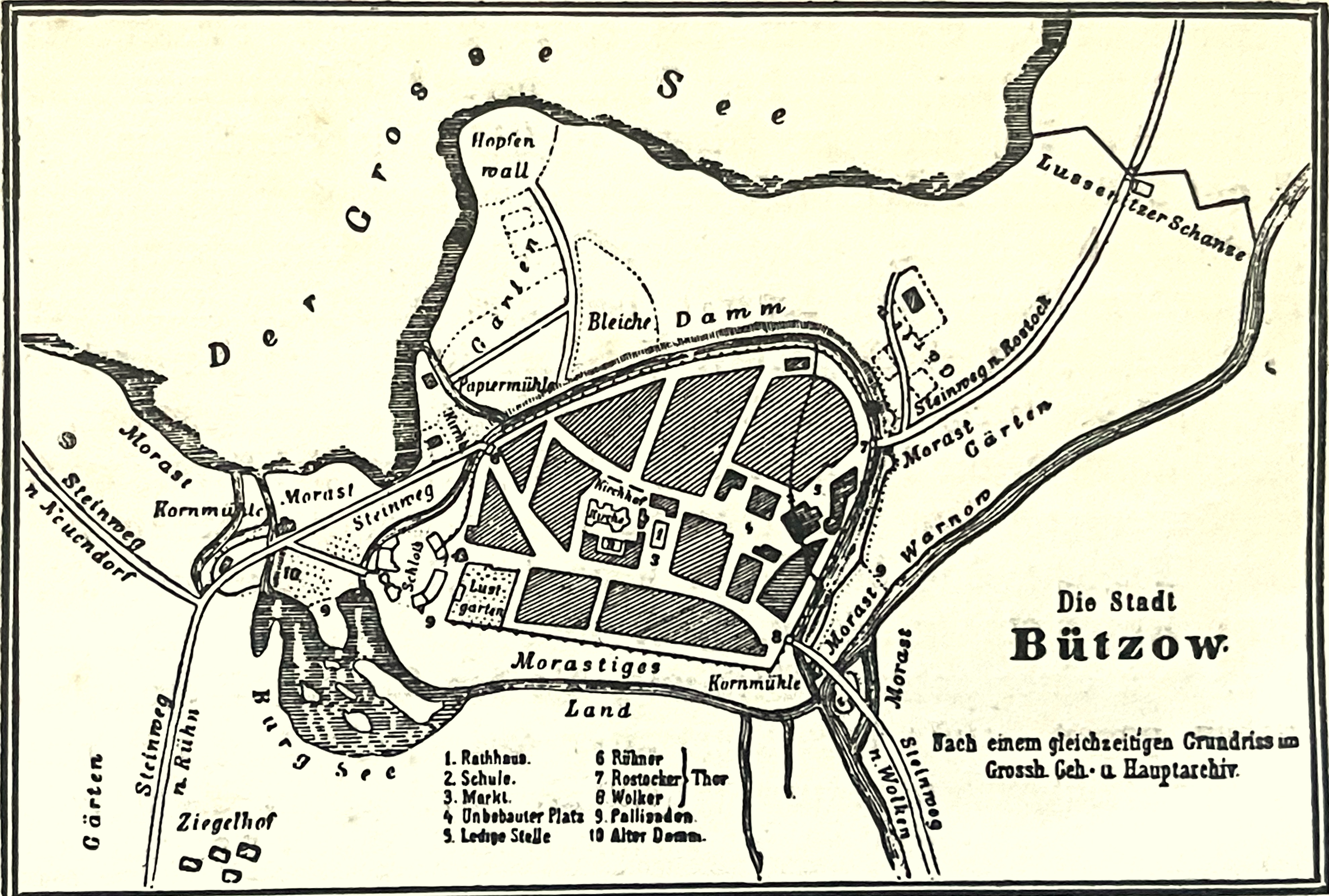
Grundriss der Stadt 1688

### 20. Jahrhundert
Im Jahr 1910/1911 erhielt das Renaissanceschloss im Auftrag des Großherzog Friedrich Franz IV. sein heutiges Erscheinungsbild. Den Auftrag dazu erhielt der Oberlandbaumeister Adolf Prahst. Teile des Schlosses wurden abgebrochen.

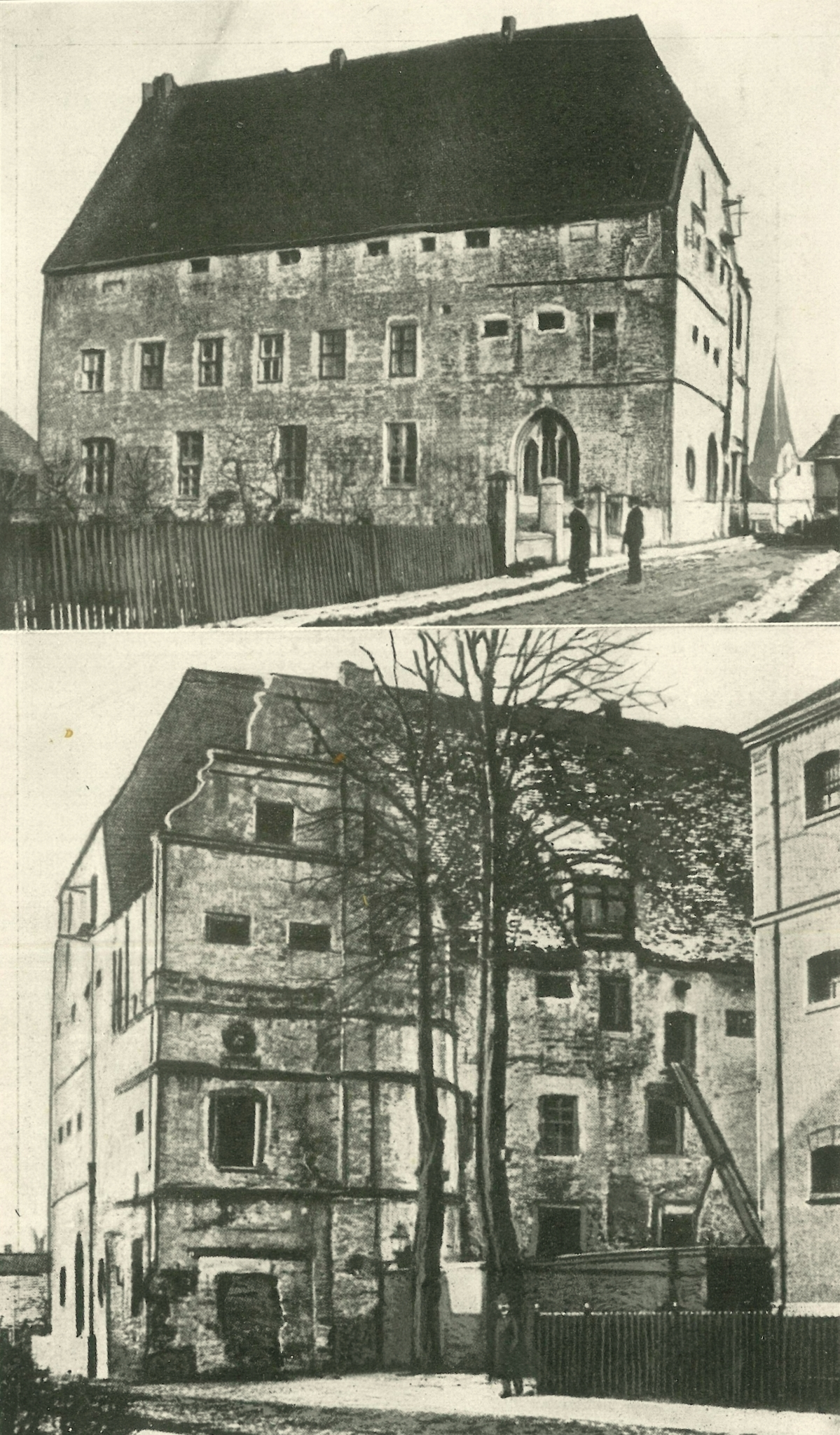
Schloss vor dem Umbau  um 1890
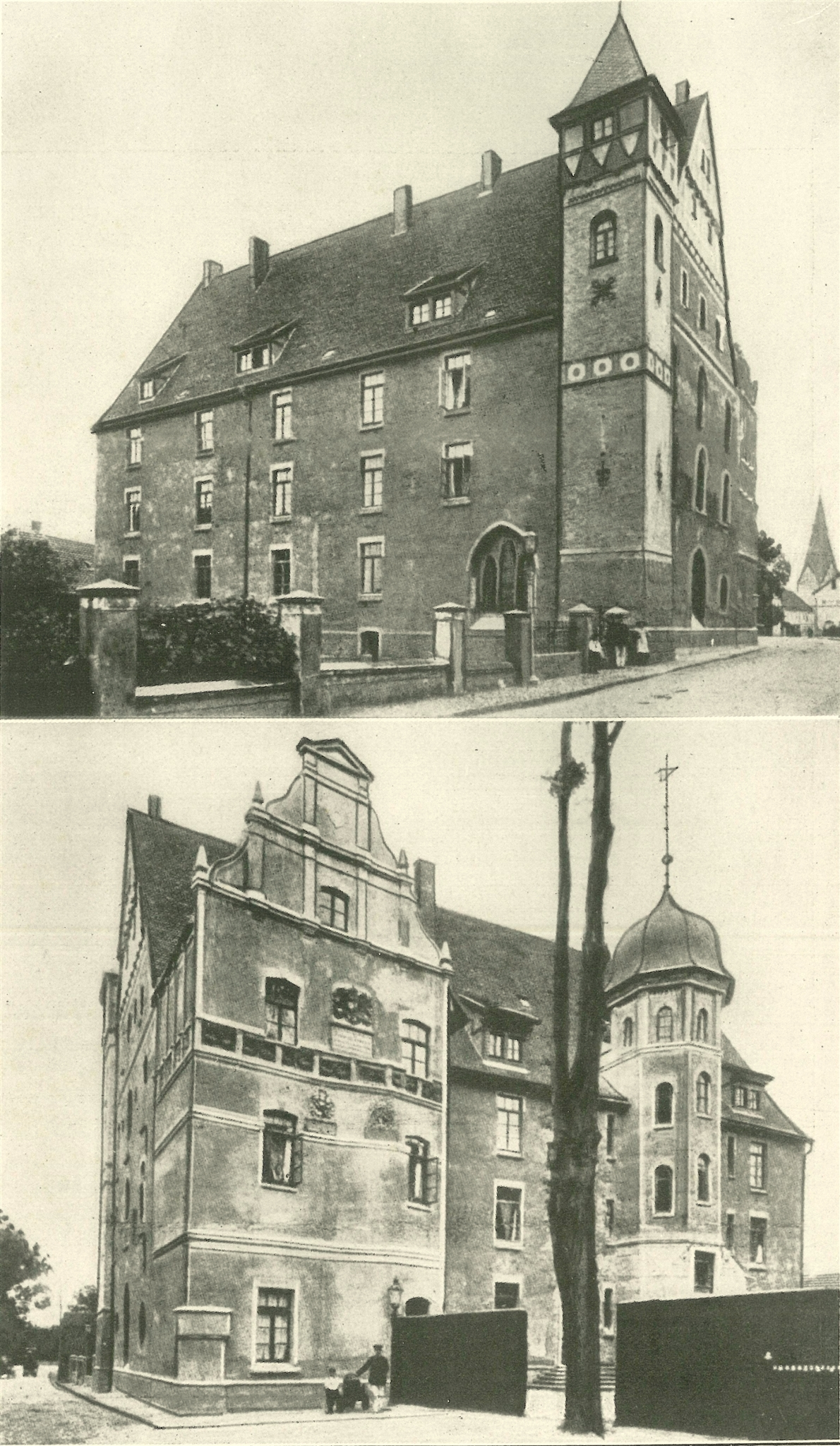
Schloss nach dem Umbau 1912